# Frans C. Lemaire
Frans C. Lemaire, né le 12 janvier 1927 à Montigny-le-Tilleul et mort le 20 février 2021, est un ingénieur, écrivain, critique musical et conférencier belge. 

## Publications
Ouvrages
- La Passion dans l'histoire et la musique : du drame chrétien au drame juif, Paris, Fayard, 2011, collection « Les Chemins de la musique », 565 p.  (ISBN 978-2-213-63167-7)
- Le destin russe et la musique : un siècle d'histoire de la Révolution à nos jours, Paris, Fayard, 2005, collection « Les Chemins de la musique », 736 p.  (ISBN 2-213-62457-7)
- Le destin juif et la musique : trois mille ans d'histoire, Paris, Fayard, 2001 (2e édition 2003), collection « Les Chemins de la musique », 763 p.  (ISBN 2-213-60763-X)
- La musique du XXe siècle en Russie et dans les anciennes républiques soviétiques, Paris, Fayard, 1994, collection « Les Chemins de la musique », 521 p.  (ISBN 2-213-03187-8)

Essai
- Mesure de la musique, essai, Louvain, 1946

Articles
- Critiques d'enregistrements : Revue des disques (1956-1981), Revue du son, Crescendo, Harmonie (1980-1985) : « Les symphonies de Beethoven » (1981), Diapason : « Chostakovitch » (2006)
- Textes d'accompagnement d'enregistrements : Chant du monde, Deutsche Grammophon, Fuga Libera, K615, Mirare, Megadisc, Stradivarius
- Synthèses : « Les significations de la création musicale », (1955)